# Guillaume Amontons
Guillaume Amontons (París, 31 de agosto de 1663 - París, 11 de octubre de 1705) fue un físico e inventor francés, que ideó diversos desarrollos de instrumentos de medición meteorológicos con carácter científico.

## Semblanza
Hijo de un abogado que había abandonado Normandía, su provincia natal, para establecerse en París. Pronto se interesó en la mejora de los instrumentos empleados en los experimentos físicos. 
En 1687 presentó en la Academia de Ciencias un higrómetro que él mismo había inventado, y en 1695 publicó el libro "Remarques et experiences physiques sur la construction d'une nouvelle clepsydre, sur les barometres, les thermometres et les hygrometres" (Observaciones y experimentos físicos sobre la construcción de una nueva clepsidra, sobre barómetros, termómetros e higrómetros). 
En 1699 publicó varias investigaciones sobre fricción, y en 1702-1703 dos notables documentos acerca de la termometría. Realizó experimentos con un termómetro de aire, en el cual la temperatura se hallaba mediante la medida de la longitud de una columna de mercurio; señaló que el extremo frío de un termómetro de tales características debería eliminar por completo la emanación de aire, siendo, por tanto, el primero en reconocer que el uso del aire como sustancia termométrica conduce a la deducción de la existencia del cero absoluto.
En 1704 advirtió que los barómetros pueden verse afectados por el calor, así como por el peso de la atmósfera, y al año siguiente analizó barómetros sin mercurio para su uso en el mar. Amontons, quien a causa de una enfermedad se quedó completamente sordo a una edad muy temprana, pero eso no lo detuvo para seguir haciendo estudios, murió en París el 11 de octubre de 1705.

## Eponimia
- El cráter lunar Amontons lleva este nombre en su memoria.[1]